# Glirulus japonicus
Glirulus japonicus або японська соня — монотипний вид родини Вовчкових (Gliridae).

## Морфологія

### Морфометрія
Голова і тіло довжиною 65—85 мм, хвіст довжиною 40—55 мм, вага 14—40 гр. 

### Зовнішність
Забарвлення блідо-оливково-коричневе з від темно-коричневого до чорного кольору спинною смугою. Ця смуга різної ширини, а іноді і дуже неясна. Хутро м'яке і густе. Пучок довгого волосся знаходиться в передній частині вуха і хвіст сплощений зверху вниз.

## Поширення та біологія
Цей вид є ендеміком Японії, де живе на островах Хонсю, Сікоку, Кюсю і Дого. Зустрічається в зрілих первинних і вторинних лісах від нижньо гірської до субальпійської зон. Висота проживання, як правило, від 400 до 1800 метрів над рівнем моря; один екземпляр, однак, був захоплений на висоті 2 900 метрів. В основному деревний і нічний, харчується комахами, фруктами, яйцями птахів та інших дрібних тварин. У полоні він добре їсть рис, арахіс, солодку картоплю, фрукти і комах. Знаходить притулок в дуплі або в гнізді серед гілля. Круглі гнізда вкриті зовні лишайниками, а всередині корою. Зимова сплячка відбувається в дуплах дерев, котеджах, або шпаківнях.

## Відтворення
Молодь, як правило, народжується в червні або липні. Іноді ж у жовтні, що ймовірно, представляє другий виводок деяких самиць. Рідко може народитись цілих сім дитинчат, але спостереження полонених вказують на звичайний діапазон від трьох до п'яти, а в середньому чотири, вони також визначають період вагітності близько 1 місяця.

## Загрози та охорона
Немає ніяких серйозних загроз для цього виду. Він присутній в охоронних районах.